# Crassula longipes
Crassula longipes (лат.) — вид растений рода Толстянка (Crassula) семейства Толстянковые (Crassulaceae).

## Название
Родовое латинское название Crassula происходит от латинского слова crassus, — «толстый», в основном из-за присутствия у растений этого рода сочных листьев.
Видовой латинский эпитет longipes происходит от лат. longus — «длинный» и лат. pes — «нога», обусловлен длинными цветоножками.

## Ботаническое описание
Растения могут быть водными или наземными, однолетние. Стебли в воде раскидистые, а у наземных растений они прямостоячие, с возрастом приобретают желтый оттенок и становятся ветвистыми, достигая длины до 25 см для водных и до 5 см для наземных растений. Листья ланцетные или обратноланцетные, их длина составляет от 2 до 5 мм, а вершина может быть как острая, так и тупая. 
Соцветия рыхлые, с одним цветком в каждом узле. Цветоножки имеют длину от 1 до 8 мм. Цветки 4-членные; чашелистики треугольные или яйцевидные, их размеры колеблются от 0,4 до 0,7 мм, а вершина чаще всего тупая; лепестки ланцетные и достигают длины от 1,1 до 1,7 мм. Листовки восходящие, с 12-14 семенами, их форма косо-ланцетная; когда листовки стареют, они расходятся и становятся плоскими. Семена у них продолговатые с закругленными концами, их размеры составляют от 0,2 до 0,4 мм в длину и от 0,1 до 0,2 мм в ширину, они не имеют сосочков, матовые и морщинистые.

## Распространение и экология
Crassula longipes процветает как в воде, так и во влажном песке или грязи; от 0 до 400 метров. Этот вид можно встретить в штатах Алабама, Арканзас, Луизиана, Миссисипи и Техас в США, а также в Мексике и Южной Америке — на северо-востоке Аргентины, в Парагвае и в Уругвае.

## Таксономия
Crassula longipes (Rose) M.Bywater & Wickens, первое упоминание в Kew Bull. 39(4): 712. 1984 [25 Oct 1984].

### Синонимы
Гомотипные (основанные на одном и том же номенклатурном типе):
- Tillaea longipes (Rose) J.Meyrán

- Tillaeastrum longipes Rose